# Beamish (bier)

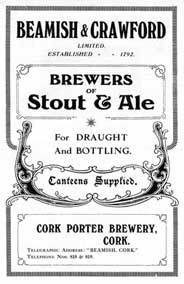
Een oude advertentie van Beamish

Beamish, een biermerk van Beamish and Crawford, is de oudste bierbrouwerij in Cork, Ierland en is tegenwoordig eigendom van Heineken. Men produceert een Stout en een Ale
De brouwerij werd in 1792 opgericht door Williams Beamish en William Crawford, door het aankopen van een bestaande brouwerij van Edward Allen, waarvan de geschiedenis tot minstens 1650 teruggaat. Het ging de brouwerij voor de wind, waardoor het in 1805 de grootste brouwerij van Ierland was en de op twee-na-groote van het Verenigd Koninkrijk en Ierland in zijn geheel, met een productie van 100.000 vaten. In 1833 nam Guinness de positie van grootste brouwerij van Ierland over.
Na vele eigenaren werd de firma in 2008 door Heineken overgenomen. In 2009 sloot de brouwerij en werd de productie overgebracht naar die van Heineken, die al een brouwerij in Cork had.